# Orientoreicheia multisetosa
Orientoreicheia multisetosa is een keversoort uit de familie van de loopkevers (Carabidae). De wetenschappelijke naam van de soort is voor het eerst geldig gepubliceerd in 2004 door Balkenohl & Brunne.